# Rzeczyca (gmina)
Rzeczyca – gmina wiejska w województwie łódzkim, w powiecie tomaszowskim. W latach 1975–1998 gmina położona była w województwie piotrkowskim.
Siedziba gminy to Rzeczyca.
Według danych z 30 czerwca 2004 gminę zamieszkiwało 5041 osób.

## Struktura powierzchni
Według danych z roku 2002 gmina Rzeczyca ma obszar 108,29 km², w tym:
- użytki rolne: 75%
- użytki leśne: 17%

Gmina stanowi 10,56% powierzchni powiatu.

## Demografia

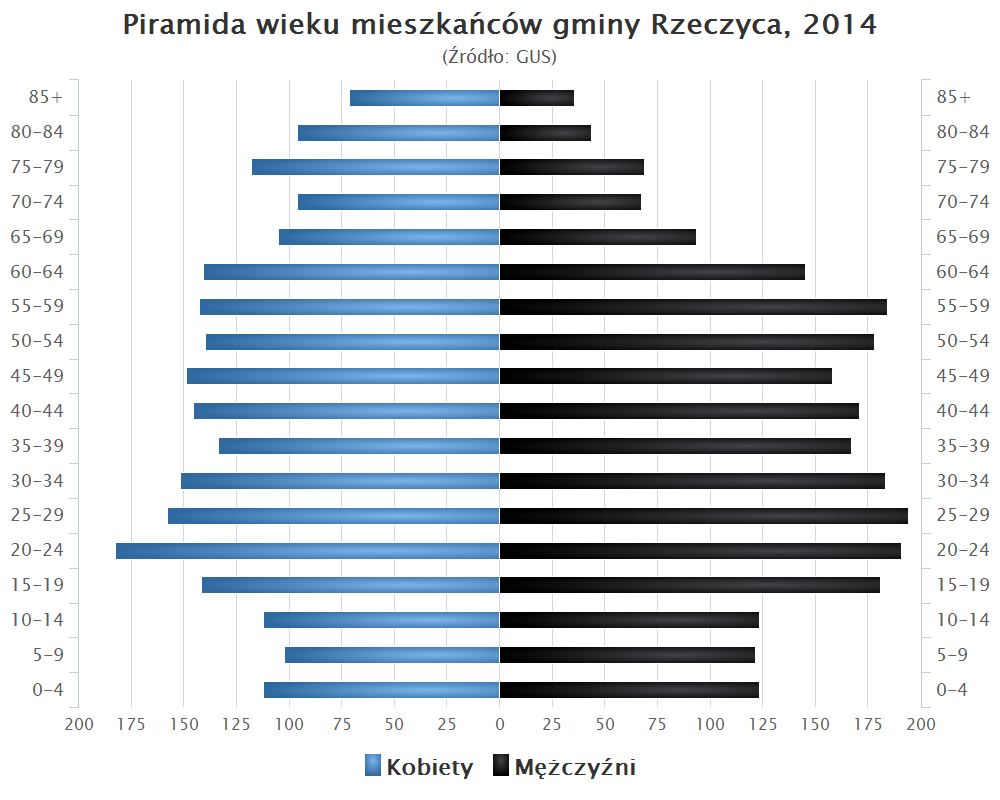
Piramida wieku mieszkańców gminy Rzeczyca w 2014 roku

Dane z 30 czerwca 2004:
| Opis                              | Ogółem | Ogółem | Kobiety | Kobiety | Mężczyźni | Mężczyźni |
| --------------------------------- | ------ | ------ | ------- | ------- | --------- | --------- |
| jednostka                         | osób   | %      | osób    | %       | osób      | %         |
| populacja                         | 5041   | 100    | 2441    | 48,4    | 2600      | 51,6      |
| gęstość zaludnienia (mieszk./km²) | 46,6   | 46,6   | 22,5    | 22,5    | 24        | 24        |

## Sołectwa
Bartoszówka, Bobrowiec, Brzeg, Brzozów, Glina, Grotowice, Gustawów, Jeziorzec, Kanice, Kawęczyn, Lubocz, Łęg, Roszkowa Wola, Rzeczyca (sołectwa: Rzeczyca I i Rzeczyca Nowa), Sadykierz, Wiechnowice, Zawady.

## Miejscowości bez statusu sołectwa
Brzeziny, Poniatówka, Stanisławów, Tłumy.

## Sąsiednie gminy
Cielądz, Czerniewice, Inowłódz, Nowe Miasto nad Pilicą, Odrzywół, Poświętne